# Drużynowe Mistrzostwa Polski na Żużlu 1960
Drużynowe Mistrzostwa Polski na Żużlu 1960 – 13. edycja drużynowych mistrzostw Polski, organizowanych przez Polski Związek Motorowy (PZMot).
Zwycięzca I Ligi zostaje mistrzem Polski w sezonie 1960. Obrońcą tytułu z poprzedniego sezonu jest Włókniarz Częstochowa.

## I Liga

### Ostateczna kolejność DMP 1960
| Poz. | Klub                  | Pkt. | Z  | R | P  | +/−  |
| ---- | --------------------- | ---- | -- | - | -- | ---- |
| 1    | Stal Rzeszów          | 24   | 12 | 0 | 2  | +176 |
| 2    | Legia Gdańsk          | 19   | 9  | 1 | 4  | +143 |
| 3    | Polonia Bydgoszcz     | 18   | 8  | 2 | 4  | +114 |
| 4    | Włókniarz Częstochowa | 17   | 8  | 1 | 5  | +115 |
| 5    | Górnik Rybnik         | 12   | 6  | 0 | 8  | –27  |
| 6    | Unia Leszno           | 12   | 6  | 0 | 8  | –66  |
| 7    | Unia Tarnów           | 10   | 5  | 0 | 9  | –128 |
| 8    | Start Gniezno         | 0    | 0  | 0 | 14 | –327 |

## II Liga

### Kolejność DM II ligi 1960 grupa „wschód”
| Poz. | Klub                 | Pkt.               | Z                  | R                  | P                  | +/−                |
| ---- | -------------------- | ------------------ | ------------------ | ------------------ | ------------------ | ------------------ |
| 1    | Wanda Nowa Huta      | 14                 | 7                  | 0                  | 2                  | +30                |
| 2    | Tramwajarz Łódź      | 12                 | 6                  | 0                  | 3                  | +107               |
| 3    | Legia Krosno         | 11                 | 5                  | 1                  | 3                  | +100               |
| 4    | Śląsk Świętochłowice | 10                 | 5                  | 0                  | 4                  | +119               |
| 5    | Cracovia             | 3                  | 1                  | 1                  | 7                  | –106               |
| 6    | CKS Czeladź          | nie sklasyfikowany | nie sklasyfikowany | nie sklasyfikowany | nie sklasyfikowany | nie sklasyfikowany |

### Kolejność DM II ligi 1960 grupa „zachód”
| Poz. | Klub              | Pkt. | Z | R | P | +/−  |
| ---- | ----------------- | ---- | - | - | - | ---- |
| 1    | Sparta Wrocław    | 18   | 9 | 0 | 1 | +186 |
| 2    | Stal Gorzów Wlkp. | 16   | 8 | 0 | 2 | +150 |
| 3    | Polonia Piła      | 10   | 5 | 0 | 5 | –4   |
| 4    | LPŻ Zielona Góra  | 6    | 3 | 0 | 7 | –81  |
| 5    | Sparta Śrem       | 6    | 3 | 0 | 7 | –104 |
| 6    | LPŻ Toruń         | 4    | 2 | 0 | 8 | –147 |

### Baraż o 1. miejsce w II lidze i prawo startu w I lidze w sezonie 1961
| Sparta Wrocław 1. miejsce w II Lidze grupa „zachód” | 95:61 | Wanda Nowa Huta 1. miejsce w II lidze grupa „wschód” |
| --------------------------------------------------- | ----- | ---------------------------------------------------- |
| Wrocław                                             | 46:32 | Nowa Huta                                            |
| Nowa Huta                                           | 29:49 | Wrocław                                              |

### Baraż o 3. miejsce w II lidze w sezonie 1960
| Stal Gorzów Wlkp. 2. miejsce w II Lidze grupa „zachód” | ?:?   | Tramwajarz Łódź 2. miejsce w II lidze grupa „wschód” |
| ------------------------------------------------------ | ----- | ---------------------------------------------------- |
| Łódź                                                   | ?:?   | Gorzów Wielkopolski                                  |
| Gorzów Wielkopolski                                    | 32:46 | Łódź                                                 |

### Baraż o 5. miejsce w II lidze w sezonie 1960
| Polonia Piła 3. miejsce w II Lidze grupa „zachód” | ?:? | Legia Krosno 3. miejsce w II lidze grupa „wschód” |
| ------------------------------------------------- | --- | ------------------------------------------------- |
| Piła                                              | ?:? | Krosno                                            |
| Krosno                                            | ?:? | Piła                                              |

### Baraż o 7. miejsce w II lidze w sezonie 1960
| LPŻ Zielona Góra 5. miejsce w II Lidze grupa „zachód” | 81:73 | Śląsk Świętochłowice 5. miejsce w II lidze grupa „wschód” |
| ----------------------------------------------------- | ----- | --------------------------------------------------------- |
| Świętochłowice                                        | 31:46 | Zielona Góra                                              |
| Zielona Góra                                          | 35:42 | Świętochłowice                                            |

### Baraż o 9. miejsce w II lidze w sezonie 1960
| Sparta Śrem 4. miejsce w II Lidze grupa „zachód” | ?:? | Cracovia 4. miejsce w II lidze grupa „wschód” |
| ------------------------------------------------ | --- | --------------------------------------------- |
| Śrem                                             | ?:? | Kraków                                        |
| Kraków                                           | ?:? | Śrem                                          |

### Ostateczna kolejność DM II ligi 1960
| Poz. | Klub                 |
| ---- | -------------------- |
| 1    | Sparta Wrocław       |
| 2    | Wanda Nowa Huta      |
| 3    | Tramwajarz Łódź      |
| 4    | Stal Gorzów Wlkp.    |
| 5    | Legia Krosno         |
| 6    | Polonia Piła         |
| 7    | LPŻ Zielona Góra     |
| 8    | Śląsk Świętochłowice |
| 9    | Sparta Śrem          |
| 10   | Cracovia             |
| 11   | LPŻ Toruń            |